# Ulrik Christian Kaas
Ulrik Christian Kaas (Copenaghen, 21 aprile 1729 – Copenaghen, 22 marzo 1808) è stato un ammiraglio danese, che prese parte alla guerra danese-algerina e alla Guerra dei mirtilli (1788-1789) con la Svezia. Fu comandante dei vascelli Mars, Ebenetzer, Holsteen, e dal 1788 al 1808 della Dogana di Copenaghen.

## Biografia
Nacque a Copenaghen il 21 aprile 1729, figlio dell'ammiraglio Ulrik Kaas e di Mette Sørensdatter Matthiesen. Arruolatosi nella Marina danese, nel 1742, all'età di 13 anni, divenne cadetto, e nel 1746 salpò con la nave di linea Sydermanland appartenente alla squadra navale al comando di Ulrik Adolph Danneskiold-Samsøe per Algeri.
Promosso sottotenente nel 1749, operò di nuovo in Nord Africa dal 1751 al 1753, questa volta imbarcato sulla fregata Docquen, principalmente in Marocco. Il 3 giugno 1753 si trovava per caso in visita sulla fregata Falster all'ancora nel porto di Safi quando la nave prese fuoco. Rimase a bordo per aiutare a combattere l'incendio e riuscì a mettere a mettere in sicurezza le vele, ma la nave esplose con la perdita di molti membri dell'equipaggio e lui fu salvato  all'ultimo minuto dal cadetto Hans Schiønnebøl. Il 31 marzo 1755 portò la promozione a  primo tenente si trovava imbarcato sulla fregata Christiansborg in un viaggio verso le Indie occidentali danesi, rientrando in Danimarca nel 1756.
Nel dicembre 1758 Kaas fu promosso capitano tenente e prestò servizio sulla nave di linea Fyen che aveva il compito di scortare convogli da e per il Mediterraneo. Dall'aprile 1760 fu nominato ufficiale interinale addetto al rifornimento presso il bacino di carenaggio di Christianshavn, Copenaghen, una posizione che mantenne anche mentre prestava servizio su navi nelle acque interne fino al 1765. Mentre ricopriva questa posizione nel 1761 divenne il secondo in comando della nave di linea St Croix appartenente alla squadra navale operante nelle acque danesi, nel 1762 fu comandante del piccolo veliero (hukkerten) Amager impiegato come nave per la sorveglianza nel Grande Belt, nel 1763, dopo la promozione a  capitano, fu al comando della fregata Docquen  impiegata con compiti simili a Øresund, e tra il 1764 e il 1765 fu comandante della fregata Hvide Ørn impiegata come nave scuola cadetti. Dal 3 settembre 1766 andò in congedo per un periodo di cinque mesi al fine di recarsi nello Jutland, dove si sarebbe sposato. Il 6 ottobre 1768, nella chiesa di Ormslev, sposò la signorina Frederikke Amalie Charisius (29 dicembre 1749 - 18 marzo 1828), figlia del Konferensråd Constantin August Charisius e sorella della moglie del fratello Frederik Christian.
La promozione a comandante capitano avvenne nel marzo 1770 e con essa l'imbarco sulla nave di linea Mars che partecipò alla mal pianificata spedizione ad Algeri. Durante la scorta ad un convoglio di navi mercantili danesi da Port Mahon, il convoglio fece scalo a Gibilterra per ricostituire le scorte d'acqua e durante il periodo in porto fu combattuto un duello mortale tra due ufficiali del reggimento "Oldenborg" che stavano usufruendo di passaggio sulla sua nave da Port Mahon. Il sopravvissuto, il capitano Bezancent, fuggì oltre il confine con la Spagna. I rapporti da lui inviati in Danimarca relative alle cattive condizioni della nave ricevettero la risposta che avrebbe dovuto ritornare immediatamente nel Mediterraneo e informare il suo ufficiale in comando, il contrammiraglio Frederik Christian Kaas. Il Mars, in compagnia della Havfruen, ricevette l'ordine di tornare in Danimarca nel gennaio 1772, ma svernò a Lisbona, arrivando infine nelle acque danesi alla fine di maggio dello stesso anno. Nel 1773, come capitano della nave di linea Ebenetzer, navigò nel Mar Baltico in forza alla flotta danese di stanza in Patria. Nel 1776 fu osservatore alle prove in mare delle fregate Kiel e Perlen. Quando l'11 maggio 1778 il comandante Gerhard Christopher von Walterstorff subentrò al comando  della base navale di Holmen, egli ne rilevò il suo posto il Quartiermastro Generale (ekvipagemester) a Nyholm e allo stesso tempo entrò di far parte del Comitato per le costruzioni navali.
Nel 1779 e nel 1780 come capitano del vascello Holsteen navigò sino a Capo di Buona Speranza per scortare un convoglio formato da certo numero di navi mercantili cinesi e delle Indie orientali dirette in Patria, oltre a trasportare truppe di rinforzo per le colonie danesi in Guinea che erano entrate in conflitto con gli olandesi. Riferì da Lisbona che nel viaggio di andata la nave subì gravi danni causati da una tempesta che causò la perdita sia dell'albero di prua che dell'albero maestro. Mentre il viaggio continuava, 84 membri dell'equipaggio morirono a causa di scorbuto e dissenteria, il che portò (al suo ritorno in Danimarca) ad una indagine sulla sua gestione della nave. Sebbene la sua condotta del vascello fosse stata ritenuta irreprensibile, questo fatto portò a un sensibile miglioramento delle razioni e del trattamento a bordo degli equipaggi della Marina reale. Al ritorno da Città del Capo, ristabilita la salute del suo equipaggio, scortò un convoglio di cinque navi mercantili.
L'ultimo giorno del 1781 fu promosso commodoro, con alcuni ulteriori comandi in mare. Il 3 dicembre 1783 fu nominato aiutante generale del re, e successivamente ciambellano. Nella breve guerra dei mirtilli del 1788-1789 con la Svezia, assunse il comando delle difese marittime della base navale di Copenhagen ma lasciò l'incarico dopo un breve periodo, assumendo il suo ultimo incarico come capo del servizio doganale, che mantenne sino alla sua morte.
Il 31 luglio 1790 divenne contrammiraglio, il 22 dicembre 1797 viceammiraglio, e il 16 dicembre 1801 fu insignito dell'onorificenza di Cavaliere dell'Ordine del Dannebrog. Elevato al rango di ammiraglio il 6 aprile 1804, si spense nella Capitale il 22 marzo 1808. È sepolto nella chiesa di Holmen.

### Fonti
1. ↑  Runeberg.
2. 1 2 3 4 5 6 7 8 9  Topsøe-Jensen 1935, Vol.1, p. 715.
3. 1 2 3 4 5 6 7 8 9 10 11  Topsøe-Jensen 1935, Vol.1, p. 716.
4. ↑  Topsøe-Jensen 1935, Vol.2, p. 454.
5. ↑  Topsøe-Jensen 1935, Vol.1, p. 705.
6. 1 2 3 4 5 6 7 8  Topsøe-Jensen 1935, Vol.1, p. 717.